# Chabi Mama

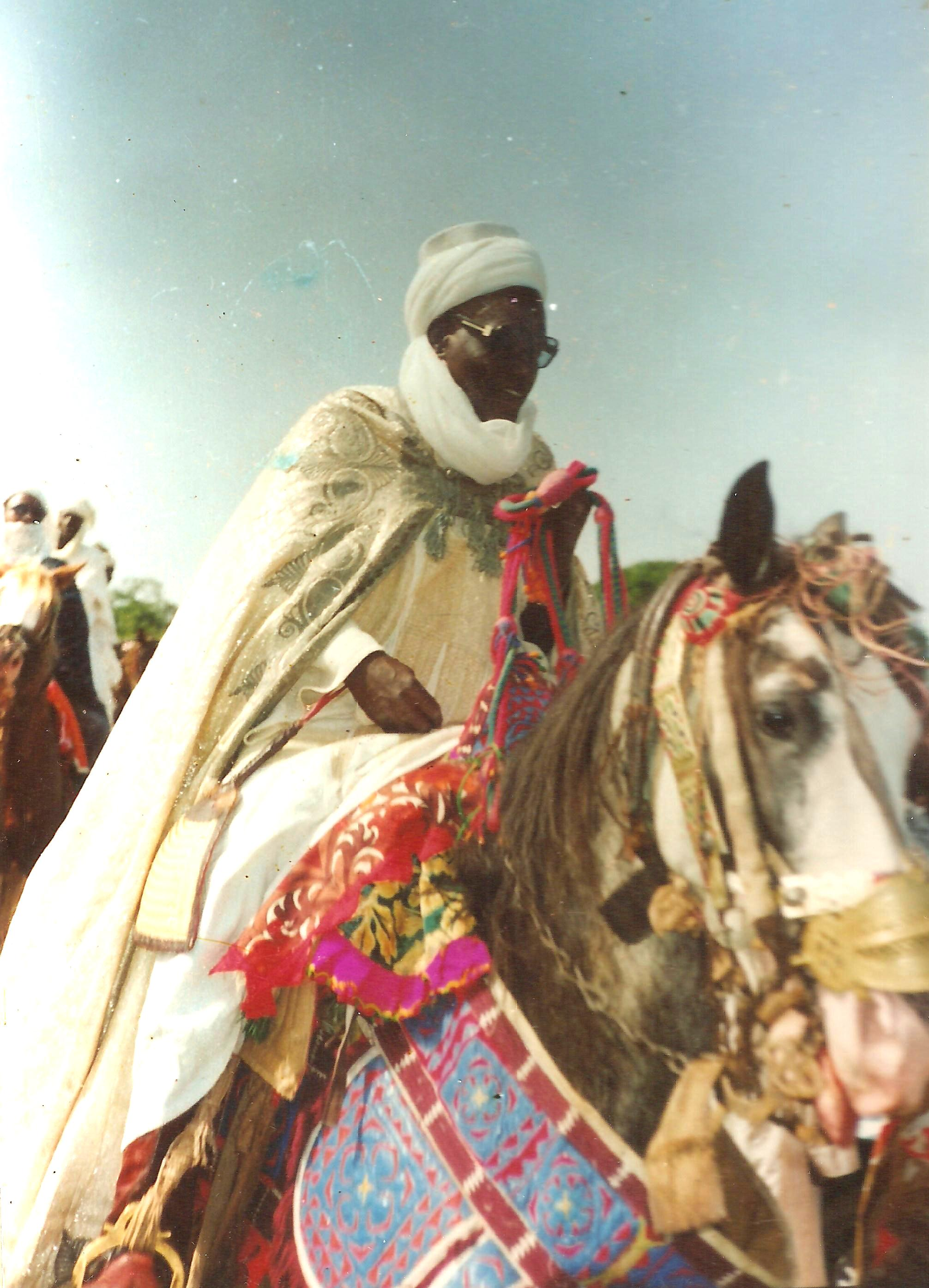
Chabi Mama

Chabi Mama (* 15. Juli 1921 in Parakou; † 2001 in Parakou oder 10. Mai 1996) war ein Politiker aus Dahomey.
Er wurde erster Außenminister nach der Unabhängigkeit von Dahomey, heute Benin und amtierte von 1959 bis 1960. Er bekleidete dieses Amt erneut von 1963 bis 1964.